# SGRAM

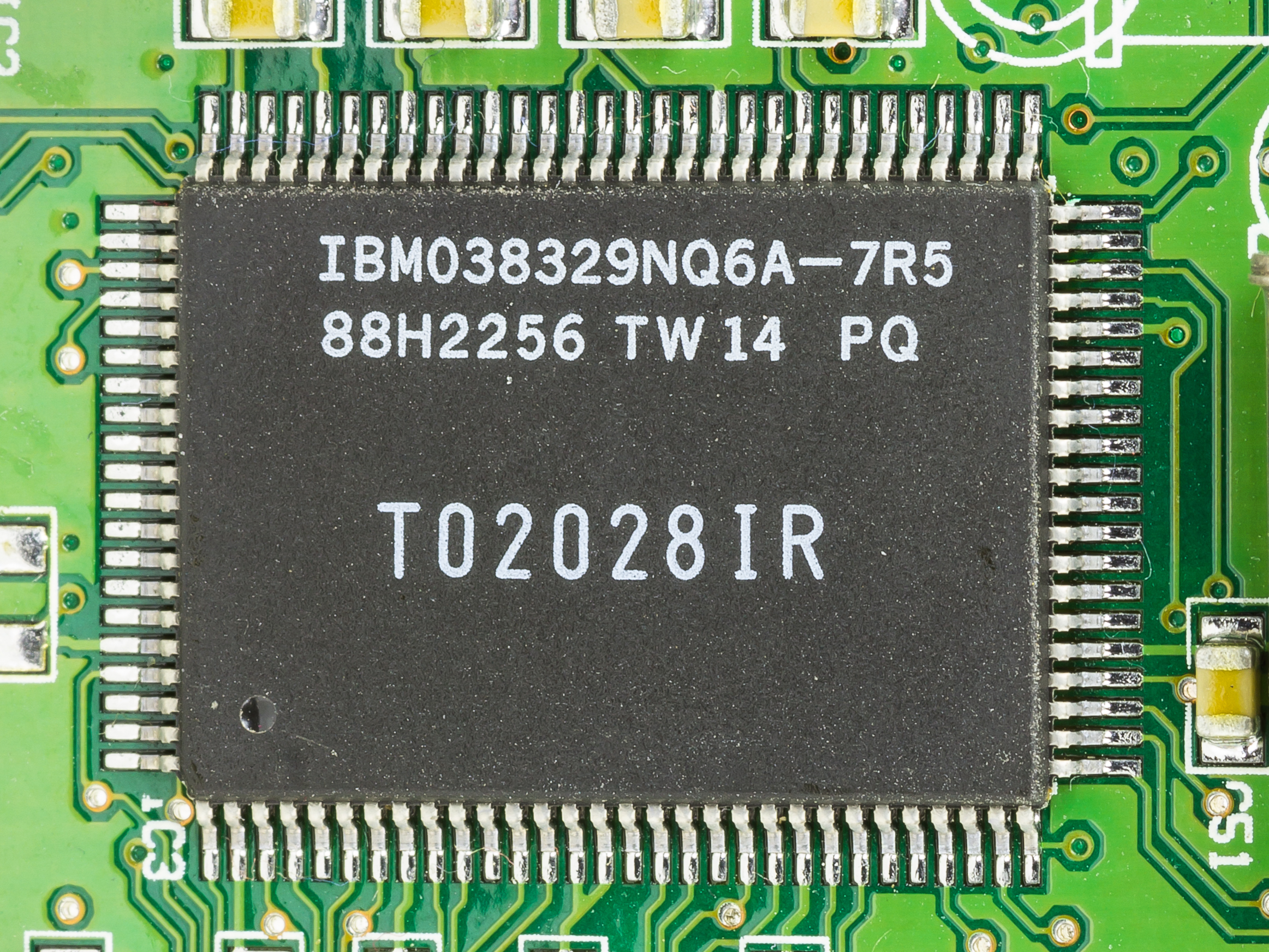
SGRAM (IBM)

SGRAM (англ. Synchronous Graphics RAM) — тип комп'ютерної енергозалежної пам'яті з синхронним доступом, особливою рисою якої є використання маскування при записі блоку. Маскування запису дозволяє вибрати дані, які й будуть змінені за одну єдину операцію. У відеокартах такий спосіб (блоковий запис) заповнення буфера даними для фонового зображення і зображення на передньому плані обробляється більш ефективно, ніж традиційна послідовність операцій читання, оновлення й запису. SGRAM є однопортовим типом ОЗП. Працює на частотах понад 66 МГц синхронно до зовнішньої частоти шини центрального процесора, що згодом дозволило застосовувати її у відеокартах з AGP-інтерфейсом.